# Axel von Harnack
Friedrich Hermann Julius Axel Harnack, ab 1914 von Harnack (* 12. September 1895 in Wilmersdorf; † 17. Juni 1974 in Tübingen) war ein deutscher Bibliothekar, Historiker und Philologe.

## Familie
Axel von Harnack entstammte einer Gelehrtenfamilie, er war das jüngste Kind des Theologen und Wissenschaftsorganisators Adolf von Harnack und von dessen Frau Amalie Thiersch (1858–1937). Adolf von Harnack wurde gemeinsam mit seinen sieben Kindern, also auch dem Sohn Axel, am 22. März 1914 in Berlin mit Diplom vom 9. Juni 1914 in den preußischen Adelsstand erhoben.
Axel von Harnack heiratete am 8. September 1924 in Essen Hedwig Thienemann (* 20. Mai 1901 in Essen; † 25. August 1990 in Tübingen), die Tochter des Gymnasial-Professors Dr. phil. Wilhelm Thienemann und der Bertha Baedeker.

## Leben
Nach dem Schulbesuch am Bismarck-Gymnasium in Berlin-Wilmersdorf studierte Harnack Geschichte und Romanistik in Freiburg und Berlin, wo er 1920 mit einer Dissertation über Friedrich Daniel Bassermann und die deutsche Revolution von 1848/49 zum Dr. phil. promoviert wurde. Anschließend trat er in den wissenschaftlichen Bibliotheksdienst ein und wurde 1923 Hilfsbibliothekar, 1927 Bibliotheksrat an der Preußischen Staatsbibliothek, deren Direktor sein Vater von 1905 bis 1921 war. 1927 bis 1928 an war er an der Bibliothek der Abteilung Rom des Deutschen Archäologischen Instituts tätig, danach wieder an der Preußischen Staatsbibliothek. 1944 wurde Harnack an die Universitätsbibliothek Tübingen abgeordnet, wo er 1956 (mit nachholender Wirkung zum 1. Oktober 1937) zum Bibliotheksdirektor befördert wurde. 1960 trat er in den Ruhestand, blieb aber Privatdozent für Bibliothekswissenschaft und Historiographie an der Universität Tübingen, wo er seit seiner Habilitation (Die italienischen Bibliotheken von der Aufklärung bis zur Gegenwart) 1947 gelehrt hatte.
Harnack verfasste eine Biografie seines älteren Bruders, des preußischen Regierungspräsidenten und Widerstandskämpfers Ernst von Harnack (1888–1945), und war Bearbeiter und Herausgeber des Nachlasses seines Vaters Adolf von Harnack. Zudem veröffentlichte er 1947 seine Erinnerungen an den Prozess 1942/43 gegen seinen Cousin, den Widerstandskämpfer Arvid Harnack, und dessen Frau Mildred.

## Schriften
- Friedrich Daniel Bassermann und die deutsche Revolution von 1848/49. Oldenbourg, München 1920.
- (als Hrsg.): Adolf von Harnack: Aus der Werkstatt des Vollendeten. Als Abschluß seiner Reden und Aufsätze. Töpelmann, Gießen 1930.
- (als Hrsg., zusammen mit Agnes Zahn-Harnack): Adolf von Harnack: Ausgewählte Reden und Aufsätze. de Gruyter, Berlin 1951.
- Ernst von Harnack (1888-1945). Ein Kämpfer für Deutschlands Zukunft. Schwenningen 1951.

Aufsätze (Auswahl)
- Die Akademien der Wissenschaften. In: Fritz Milkau (Hrsg.): Handbuch der Bibliothekswissenschaft, Band 1, Harrassowitz, Berlin 1931, S. 850–876.

- Die Bibliothek Adolf Harnacks und Harnack als Bibliothekar. In: Die Christliche Welt, Jg. 46 (1932), Sp. 966–972.

- Die Bibliothek Adolf von Harnacks. In: Zentralblatt für Bibliothekswesen, Jg. 49 (1932), S. 341–350.
- Neues aus Italien. In: Zentralblatt für Bibliothekswesen, Jg. 49 (1932), S. 596–602.

- Der 31. Deutsche Bibliothekartag in Tübingen. Äusserer Verlauf. In: Zentralblatt für Bibliothekswesen, Jg. 52 (1935), S. 401–405.

- Der handschriftliche Nachlaß Adolf von Harnacks. In: Zentralblatt für Bibliothekswesen, Jg. 56 (1939), S. 59–64.

- Die Auskunftserteilung als bibliothekarische Aufgabe. In: Zentralblatt für Bibliothekswesen, Jg. 57 (1940), S. 16–22.

- Die Benutzung des Realkataloges der Staatsbibliothek Berlin. In: Zentralblatt für Bibliothekswesen, Jg. 59 (1942), S. 322–341.
- Arvid und Mildred Harnack. Erinnerungen an ihren Prozeß 1942/43. In: Die Gegenwart. Nr. 26/27, Freiburg, 31. Januar 1947, S. 15–18 (online; PDF).

- Handschriftliche Nachlässe von Politikern und Gelehrten. Bedeutung, Verzeichnung, Verwertung. In: Zentralblatt für Bibliothekswesen, Jg. 61 (1947), S. 261–271.
- Die Universitätsbibliothek im Rahmen der Gesamtuniversität. Antrittsvorlesung, geh. am 11. Juni 1947. In: Universitas, Jg. 2 (1947), S. 1123–1128.
- Die Deutsche Revolution von 1848/49 als Aufgabe für den Geschichtsschreiber. In: Die Sammlung, Jg. 3 (1948), S. 261–271.
- Gespräche als Geschichtsquellen. In: Schweizer Beiträge zur allgemeinen Geschichte, Band 6 (1948), S. 21–36.
- Von der Sicherheit geschichtlicher Erkenntnis. In: Neue Schweizer Rundschau, N.F. Jg. 16 (1948), S. 628–631.
- Gedanken über Memoiren und Tagebücher. In: Die Welt als Geschichte, Jg. 10 (1950), S. 28–38.

- Ranke und Burckhardt. In: Die Neue Rundschau, Jg. 62 (1951), S. 73–88.
- Hans Delbrück. In: Die Neue Rundschau, Jg. 63 (1952), S. 408–426.

- Was erwarten wir von einer guten Biographie? In: Universitas, Jg. 7 (1952), S. 1195–1202.

- Der Aufruf Kaiser Wilhelm II. beim Ausbruch des Ersten Weltkrieges. In: Die Neue Rundschau, Jg. 64 (1953), S. 612–620.

- Die Selbstbiographie – ihr Wesen und ihre Wirkung. In: Universitas, Jg. 10 (1955), S. 689–698.

- Adolf v. Harnack in seinem Verhältnis zum Buch. In: Boris Rajewski (Hrsg.): Aus der deutschen Forschung der letzten Dezennien. Dr. Ernst Telschow zum 65. Geburtstag gewidmet, 31. Oktober 1954, Thieme, Stuttgart 1956, S. 24–28.
- Bibliothekar im „Dritten Reich“. Kulturpolitische Erinnerungen an die Berliner Staatsbibliothek. In: Neue deutsche Hefte, Jg. 3 (1956/1957), S. 123–132.
- Die italienischen Bibliotheken von der Aufklärung bis zur Gegenwart. In: Georg Leyh (Hrsg.), Handbuch der Bibliothekswissenschaft, 2. Auflage, Band 3, Harrassowitz, Wiesbaden 1956, S. 492–581.
- Drei Bibliothekare der Berliner Staatsbibliothek aus der jüngsten Vergangenheit. In: Zeitschrift für Bibliothekswesen und Bibliographie, Jg. 4 (1957), S. 11–22.

- Wer soll eine Biographie erhalten? In: Universitas, Jg. 12 (1957), S. 181–186.

- Gedanken über die Gestaltung des Geschichtstudiums. In: Die Welt als Geschichte, Jg. 20 (1960), S. 1–9.
- Unser Verhältnis zu unseren Büchern. In: Universitas, Jg. 15 (1960), S. 753–766.

- Erinnerungen an die Gründungszeit der „Kaiser-Wilhelm-Gesellschaft zur Förderung der Wissenschaften“. In: Naturwissenschaftliche Rundschau, Jg. 16 (1963), S. 435–438.

## Einzelnachweis
1. ↑  Quelle: Eveline Bartlitz: „... Niemals stand seine stets bereite Feder still“ (Wilhelm Altmann zum 150. Geburtstag) in Forum Musikbibliothek Jg. 2012 H. 1 S. 33

| Personendaten    | Personendaten                                       |
| ---------------- | --------------------------------------------------- |
| NAME             | Harnack, Axel von                                   |
| ALTERNATIVNAMEN  | Harnack, Axel                                       |
| KURZBESCHREIBUNG | deutscher Bibliothekswissenschaftler und Historiker |
| GEBURTSDATUM     | 12. September 1895                                  |
| GEBURTSORT       | Berlin-Wilmersdorf                                  |
| STERBEDATUM      | 17. Juni 1974                                       |
| STERBEORT        | Tübingen                                            |